# キム・ポッシブル
『キム・ポッシブル』（原題：Kim Possible）はアメリカのディズニー・チャンネル製作のテレビアニメ。女子高生ヒーローのキム・ポッシブル（キムはキンバリーの愛称）と、その幼なじみのロン・ストッパブルの活躍を描いている。全4シーズン87話。

## 概要
アメリカでは2002年6月7日から2006年6月10日までシーズン3まで放送。日本では2003年11月19日にディズニー・チャンネルで放映開始され、テレビ東京系『ディズニータイム』でも2005年4月7日から2006年3月30日までの1年間、一部を除く3シーズンが放映された。また､2012年以降ディズニーXDでも放送された。
2007年2月10日にアメリカでシーズン4が開始すると、年内に日本のディズニー・チャンネルと『ディズニータイム』でも後を追って放映開始される。2010年4月より『ディズニータイム』でシーズン1から再放送された。
基本的に一話完結だが、一話で解決できない時は二話か三話完結になる。その内の『タイム・ポッシブル』と『ドラマチック・ナイト』はディズニー・チャンネル・オリジナル・ムービー用に制作されたテレビ映画で、通常放送では3回に分けて放送。シーズン3の『ドラマチック・ナイト』は完結編として制作されたが、シリーズの人気によってシーズン4までの放送延長が決定した。
2018年2月にディズニー・チャンネル・オリジナル・ムービーによる実写ドラマの制作が明らかとなった。アメリカでは2019年2月15日、日本では同年7月2日にディズニー・チャンネルにて初放送した。日本語吹き替え版ではアニメ版の声優のほぼ全員が続投している。
日本では第48話「Triple S（邦題「タトゥー・パニック！）」が未放送のままで、TOKYO MXの番組サイトで2009年1月18日の放送が告知されたが、実際には第49話が放送された。2019年3月にサービス開始したDisney DELUXEで吹き替え版が日本初公開された。
アメリカのウォルト・ディズニー・ワールド・リゾートでは、キムとロンがグリーティングを行っている。

## あらすじ
ミドルトン高校でチアリーダーをしている女子高生・キム・ポッシブルのもう一つの顔は、様々な危機から世界を救うスーパーヒーロー。キムのインターネットサイトには世界中から助けを求める依頼が集まってくる。そしてサイトの管理人の天才ハッカー少年・ウエイドから連絡が来ると、キムは幼馴染のドジな少年・ロン・ストッパブル、ロンの相棒のハダカデバネズミ・ルーファスと世界を駆け巡る。この三人と一匹がチーム・ポッシブルであり、世界征服を企む悪の科学者ドクター・ドラッケンとその助手シーゴーを始めとする個性豊かな悪者たちに立ち向かう。
基本的に1話完結だが、1話で解決できない場合は2話または3話完結となる。正体を隠さずに無償で人助けしているキムとロンは日常とヒーローの二重生活を送っているが、高校生活の3年間で親友同士の二人の心に微妙な変化が訪れ、シーズン3最終回の後日談『ドラマチック・ナイト』（実際はシーズン3放送中に公開）で恋人同士になった。その後の様子を描いたシーズン4も制作され、キムとロンの高校卒業、ドラッケンとシーゴーとの共闘をもって完結した。

## 登場人物

### チーム・ポッシブル
キム・ポッシブル（Kim Possible）
声 - 小笠原亜里沙／英 - クリスティ・カールソン・ロマーノ
ミドルトン高校のチアリーダーで、赤いヘアに甘い笑顔で世界を救う女子高生スーパーヒーロー。フルネームはキンバリー・アン・ポッシブル（Kimberly Ann Possible）。ロケット博士の父と脳外科医の母を持ち、クールで頭脳明晰、スポーツ万能な美少女。一人称は「あたし」。「ポッシブル家にできないことはない」が家訓のポッシブル家の長女で、口癖は「どうってことない」「どんな状況？」｢私にできないことはない」など。
ロンは幼稚園からの親友で、二人揃うとなぜか力を発揮する。黒いへそ出しシャツとカーゴパンツが戦闘服で、ウェイド謹製の通信機「キムニケーター」とドライヤー型のフックガンを愛用。中学時代に人助け専門のウェブサイトを開設し、ヒーロー集団「チーム・インポッシブル」に間違えられてボランティアのヒーロー活動を始めた。任務先には助けた人々からお礼として送迎してもらえる。
楽観的で大抵のことはなんでもできるが、できないことがあると必ずマスターしようとする完璧主義者でもある。ただし男の子には奥手で、憧れのジョシュ・マンキーの前では緊張してしまう。趣味はだっこ人形のコレクションだが、家族とロン以外には秘密にしている。ホットドッグにマシュマロをのせて食べるのが好き。おねだりをする時は拗ねた顔をする。クラブ・バナナで服を買っており、安物の服は買わない。
高校2年生のプロムで自己修復機能付きのバトルスーツを手に入れ、ロンと交際を始めた。シーズン4で高校3年生に進級し、クラブ・バナナでバイトを始める。ティムとジムの送迎を条件に父・ジェームスのお古を改造したスーパーカーを手に入れ、普段の戦闘服も新調した。
ロン・ストッパブル（Ron Stoppable）
声 - 日野聡／英 - ウィル・フリードル
キムの幼なじみで、キムの助手をしているダメ少年。フルネームはロナルド・ストッパブル（Ronald Stoppable）。任務ではいつもズボンが破けてしまい、ドラッケン達に「使えない助手」と呼ばれる。大好物は「ブエノ・ナチョ」のチーズたっぷりのナチョ。口癖は「ブーヤー！（Boo-yah!）」。一人称は「僕」。チアリーダー部ではマスコット「マッド・ドッグ」を担当。
キムと趣味は正反対だが気が合い、ポッシブル家にも出入りしている。ドジで怖がりだが、任務にはなぜかドジがプラスに働く。高校では劣等生で、女の子に好かれようとして空回りしてしまう。料理の腕前はプロ並みで、ブエノ・ナチョに自作メニューの「ナコ」が採用された。即興のダンスやラップも得意。お約束にうるさくおだてに弱いが、根は頑固で怒らせると怖い。
ほとんどの悪者に名前を覚えてもらえない。小学校時代の悪夢のサマーキャンプのトラウマで猿と虫が大の苦手。ゲームやコミック好きで、クリスマスの子供向け番組「雪だるまハンク」の大ファン。食べ過ぎで遊園地の絶叫マシンからピエロにゲロを吐いて訴えられたことがある。
実は誰よりも悪の才能があり、善と悪のエネルギーを入れ替える装置で狂気のスーパーヴィランに変身した。ルーファスと「モンキーの魔力」を浴びて「究極のモンキーの支配者」になってしまい、日本の忍者学校と縁ができる。
キムを異性として意識している節があり、『ドラマチック・ナイト』によれば「告白して断られたら友達にも戻れなくなる」と苦悩している。シーズン4ではキムに釣り合う彼氏になろうと得意の逃げ足でフットボール部のランニングバックとして活躍するが、大学の合格通知が一通も来ない劣等生の面も残している。義妹のハナができ、スマーティー・マートの16番通路ペット売り場でアルバイトを始めた。
ルーファス（Rufus）
声 - まるたまり／英 - ナンシー・カートライト
ロンがポケットで飼っている毛のないネズミ（ハダカデバネズミ）。かなり知能が高く、キムたちの危機を何度も救っている。片言で人間の言葉を話したり、機械の分解やゲームのプレイまでなんでもこなす。好物はブエノ・ナチョのチーズたっぷりのナチョ。
スマーティーマートの16番通路ペット売り場でロンに購入された。ペットに選んだ理由は「パパがアレルギーだから毛の無い動物を選んだ」とのこと。『リロ・アンド・スティッチ　ザ・シリーズ』のクロスオーバー出演時に試作品と間違えられたがスティッチによって誤解が解け、リロにロンのポケットを「ぴったりのお家」と紹介された。
ウエイド（Wade）
声 - 木村良平／英 - タージ・モーリー
高校と大学を飛び級で卒業した10歳のIQ146の天才少年。母親と二人暮らしで、パソコンのある自分の部屋から出てこない。キムのウェブサイトに来た救助依頼をキャッチし、自作のキム専用通信機「キムニケーター」でキムに情報を送る。一人称は「僕」。
キムにドライヤー型フックガンや口紅型レーザーなどの秘密道具を送ったり、ハッキングで入手した情報やキムニケーターのレーダー機能の解析結果をすぐに知らせてくれる。
キムとロンも生身のウェイドに会ったことがなく、モニター画面を通して話すだけだったが、シーズン3最終回でチーム・ポッシブルにパソコンのデータを破壊された怒りから姿を現した。シーゴーが世界征服した未来の世界ではマッチョになっている。
シーズン4では思春期に入ってひきこもりから脱却。モニークに一目惚れするが、その後他の女の子を好きになった。ロンの代わりにキムの助手をしたり、キムニケーターを没収されたキムのためにわざわざ馬に乗ってくるなど行動的になってきている。

### 主な悪者たち
ドクター・ドラッケン（Dr. Drakken）
声 - 青森伸／英 - ジョン・ディマジオ
青い肌を持つ悪の科学者。世界征服を企んでいるが、いつも宿敵のキムに計画を邪魔される。敗北時の口癖は「いいか。自分をヒーローと思ってるだろうがそれは思い違いだぞ！」。悪者としてはポンコツで、資金繰りに苦労している。一人称は「わし」。モデルはアニメ『バットマン』のジョーカーと思われる。
図々しい助手のシーゴーとマヌケな手下に手を焼き、秘密基地があるがシーゴーの通販のせいでウェイドに住所を探知されている。実はキムの父親の大学時代の友人で、本名はドゥルー・セオドア・P・リプスキー（Drew Theodore P. Lipsky）。愛称は「ドゥルー」。当時の顔色は普通だったが、ロボットの恋人を作ろうとしてキムの父親達にバカにされた悲しみで、大学を中退して悪の道に落ちた。自分を悪者と知らない母親に頭が上がらず、母親には「悩み相談のラジオ番組もしている医者」と偽っている。
ロンを必ず「キムの助手、名前が思い出せない」と言うが、長編ではロンの怒りを買って「ストッパブル」と言わされた。ロンと共通点が多く、趣味は料理と編み物で「雪だるまハンク」の大ファン。土日は働かずに金曜夜の「カラオケ・ナイト」でストレス発散する習慣があり、テレビ番組でラッパーになって「ドクター・ドラッケンの思いのままシャンプーリンス」を宣伝した。悪党レベルがいじめっ子と同じらしく、悪と善のパワーを入れ替える装置で誤って善人になると顔色も良くなった。
シーゴー（Shego）
声 - 佐藤ゆうこ／英 - ニコール・サリヴァン
ドラッケンの助手でキムのライバル。緑と黒のスーツを着た白い肌の美女。クールな切れ者だが、気が短くやる気の波が激しい。手から緑色の炎を出す能力を持ち、キムに負けない身体能力を生かした侵入や破壊工作が得意。一人称は「私」。マヌケなドラッケンに呆れる一方、からかって楽しんでいる。モデルは『バットマン』のハーレイ・クインと思われる。
11カ国の警察に追われている。手袋の先端に金属製の爪がついているため、ときどき手袋の上から爪やすりをかけている。元々はゴーシティで活躍する兄弟ヒーローの「チーム・ゴー」の一員だったが、悪の追求のためドラッケンの助手になった。実は大学を出て教員免許を持っている。
ドラッケンとの契約で自分のクローン作りを禁じている。女性向け雑誌を定期購読しており、休日はバカンスでリフレッシュする。キムとロンが揃うと能力を発揮するらしいと知り、未来のシーゴーの勧めで二人を引き離した上で未来の世界の最高指導者に登り詰めたが、ロンにタイムモンキー像を破壊されて歴史を修復された。
共通点の多いキムを妹のように見ている節があり、善と悪のエネルギーを入れ替える装置で善人になった時はミドルトン高校の教師になってキムと意気投合した。ドラッケンの恋人と勘違いされることを嫌がるが、ドラッケンが他人に構いっぱなしだと不機嫌になる。
モンキー・フィスト（Monkey Fist）
声：後藤敦／英 - トム・ケイン
本名はモンゴメリー・フィスク。元々はモンティー・フィスク卿という世界的なイギリス人考古学者だったが、東洋に伝わるモンキーの神話のモンキー・カンフー「タイシンペッカー（大聖劈掛）」にハマり、モンキー像の魔力で世界を支配する野望に取り憑かれた。
召使いのベイツを助手にしていたが、犯罪者になった後は手下のモンキー忍者を引き連れている。モンキーの魔力を手に入れたロンのライバルで、ロンの名前を覚えている数少ない悪者の一人。類人猿を目指しており、ディー・エヌ・エイミーに手足を猿にする手術を受けた。
モンキーの伝説を悪の手から守る日本の忍者学校「ヤマノウチ学校」と敵対している。シーズン4で石にされてしまい、最終回にも石の姿のまま僅かに登場した。
ダフ・キリガン（Duff Killigan）
声：岩崎ひろし／英 - ブライアン・ジョージ
世界を巨大なゴルフコースにしようと企む悪のゴルファー。スコットランドの民族衣装キルトを着ている。武器はゴルフボール爆弾。
ドラッケンと比較的よく組む。未来の世界ではサイボーグになっていた。野望が明確のためか、他の悪者のように難しい作戦を練ったりすることは少ない。キムとロンを釣り合わないと思っている。
セニョール・シニア・シニア（Señor Senior Sr.）
声 - 千田光男／英 - リカルド・モンタルバン→アール・ボーエン
億万長者の親子の父親。億万長者クラブの会員。南の島の豪邸に住んでいたため、ロンの「こういう所に住むのは普通悪者だろ」という失言で悪の魅力に取り憑かれ、金に物を言わせて悪事を働く。ロンの名前を覚えている悪者の一人。
正々堂々とキムたちを倒そうとしたり、悪者らしい笑い方にこだわるなど悪の美学を追求している。息子のセニョール・シニア・ジュニアを溺愛しているが、ジュニアの悪に対する姿勢の中途半端さは嘆きの種である。モータースポーツが大の得意。支配欲が強い。
セニョール・シニア・ジュニア（Señor Senior Jr.）
声 - 中國卓郎／英 - ネスター・カーボネル
億万長者親子の息子。ハンサムでマッチョだが、性格は典型的なボンボンでわがままな甘えん坊。父親がこだわる悪の美学への関心は薄い。世界的なポップ・スターになることが夢で、そのために悪事を働く。
シーゴーに悪の家庭教師として面倒を見てもらった事がある。ボーイズバンドのOh Boysのファン。ダンスとスポーツが得意だが、歌は音痴。シーズン4では彼女が欲しくなって恋人探しを始め、キムの同級生のボニーと運命の出会いを果たす。
ディー・エヌ・エイミー（DNAmy）
声 - ／英 -  メリッサ・マッカーシー
世界中のだっこ人形を集めている遺伝子工学者。本名は「エイミー・ホール(Amy Hall）」。だっこ人形への行き過ぎた愛情から生き物の遺伝子を改造して変種の生物（生きただっこ人形）を作り出す。改造手術を施したモンキー・フィストを好きになるが、モンキー・フィストには仕事上の付き合いと否定されている。
モンキー・フィストの気を引こうとゴリラの体を移植手術し、ヤマノウチ学校のセンセイの誘拐事件を引き起こす。
ディメンター教授（Professor Dementor）
声 - 牛山茂／英 -  パットン・オズワルト
鉄仮面を被った悪の科学者。ドラッケンにライバル視されているが、さほど相手にしていない。ドラッケンよりも金持ちで優雅な生活をしており、手下もドラッケンの手下より有能。モデルは『X-MEN』のマグニートーと思われる。
ドラッケンよりも有能な科学者で、よく発明品をドラッケンに盗まれる。本名は「ディメンズ」だが、姓は不明。シーズン4ではキムのバトルスーツを欲しがるようになる。キムとロンを釣り合わないと思っている。
モーター・エド（Motor Ed）
声 - 宝亀克寿／英 - ジョン・ディマジオ
本名は「エディ・リプスキー（Eddie Lipsky）」。有能なエンジニアだったが、長い髪を切ることを拒否して悪の道に入った。バイクや車のマニアで、改造車やバイクを暴走させて街を破壊する。ロック好きで、エアギターをいつも披露している。
実はドラッケンのいとこ。シーゴーに一目惚れしている。口癖は「マジだぜ！」。

### キムの周りの人々
ジェームス・ティモシー・ポッシブル（James Timothy Possible）
声 - 加門良／英 - ゲイリー・コール
キムのパパ。ミドルトンロケットセンター勤務の有名なロケット博士。かなりの子煩悩。ドラッケンは大学時代の友人。
キムを子ども扱いしたがり、男の子との交際には拒否反応を示すが、ロンのことは男の子として見ておらず気にしていない。シーズン4ではロンとキムの交際を複雑に思っているが認めている。
アン・ポッシブル（Ann Possible）
声 - 要田禎子／英 - ジーン・スマート
キムのママ。有名な脳外科医。しっかり者で、キムが悩んでいる時にはしばしばアドバイスをくれる。キムと電話をしながら手術できる。
脳そっくりのミートローフを作れる。母の日をキムと過ごすためにキムの任務に同行した際、ドラッケンにキムの姉と間違われたほど若々しい。内心ではキムとロンに結ばれて欲しいと思っていた。
ジムとティム（Jin & Tim Possible）
声 - 青山桐子／英 - ショーン・フレミング → スペンサー・フォックス、フレディ・プリンゼ・ジュニア（大人の姿）
キムの弟で双子の兄弟。合言葉は『ヘカベカブー（Hicka-bicka-boo）』『フーシャー（Hooo-Sha）』。緑の服を着ているのがジムで、赤い服がティム。やんちゃでいたずら好きだが機械の天才で、機械いじりが趣味。
過激が売りのリアリティ番組の大ファン。キムや家族に迷惑をかけることが多いが、時に大活躍も見せる。未来の世界ではマッチョになっている。
シーズン4では飛び級してキムと同じミドルトン高校に入学し、チアリーダー部の二代目マッド・ドッグに就任。天才少年同士という共通点からか、ウェイドとも気が合う。
モニーク・ワトソン（Monique Watson）
声 - 渡辺明乃／英 - レイヴン・シモーネ
シーズン1の途中で登場したミドルトン高校の転校生。キムの親友でよき相談相手。クラブ・バナナのショップでアルバイトをしている。
キムたちの任務に同行することもあり、未来の世界ではクラブ・バナナをクラブ・シーゴーにされて体を鍛えた。将来の夢は服飾デザイナー。シーズン4ではクラブ・バナナのマネージャーに昇格し、ウェイドと仲良くなる。
ボニー・ロックウォラー（Bonnie Rockwaller）
声 - 弓場沙織／英 - キルステン・ストームズ
チアリーディング部でのキムのライバル。わがままで高飛車な性格で、何かにつけてキムに嫌味を言う。キムにとってはどんな悪者よりも嫌な相手だが、たまに優しい所を見せる。アクシデントでキムの体とくっついたことも。
母親には「ボンボン」と呼ばれて溺愛されているが、実は意地悪な姉たちにいじめられて屈折している。ブリックと交際していたが、シーズン4で大学デビューしたブリックにフラれてしまい、セニョール・シニア・ジュニアと運命の出会いを果たす。
バーキン先生（Mr. Barkin）
声 - 土師孝也／英 - パトリック・ウォーバートン
ミドルトン高校の教師で、フットボール部とチアリーダー部の顧問。フルネームはスティーブ・バーキン。保守的で厳しいが公平で、時間にはうるさい。休職・退職した教師の代理として多くの課目を受け持ち、家庭科から自動車教習、スクールバスの運転手までこなす。
疑いの目で見られたのを根に持ってロンを目の敵にするが、理解ある面を示すこともある。元アメリカ軍海兵。ガールスカウトの隊長でもあり、14年前からスマーティー・マート家庭用品売り場のバイト店員をしている。実は臆病な性格。ごく初期には金髪だった。1日15回ヒゲを剃り、クマのぬいぐるみのミスター・フィジーと寝ている。ディー・エヌ・エイミーに好かれたり、シーゴーに恋をしたことがある。
ジョシュ・マンキー（Josh Mankey）
声 - 杉山紀彰／英 - ブレッキン・メイヤー → A・J・トラウス
シーズン2までのキムの憧れの相手。キムの恋人になったが、しばらくして別れてチアリーディング部のタラと付き合った。
ブリック・フラッグ（Brick Flagg）
声 - ／英 - ライダー・ストロング
フットボール部のスター選手。一時期キムが自分を好きと勘違いして付き合っていた。ボニーと交際していたが、大学デビューして賢くなったらしく、ボニーのわがままに嫌気がさして別れた。
アメリア（Amelia）
シーズン1のロンの憧れの相手。ロンを負け犬と思っている。
ジタ・フローレス（Zita Flores）
声 -／英 - ニカ・フッターマン
シーズン2のロンの憧れの相手。映画館のチケット売り場でバイトしていた。ロールプレイングゲーム『エバーロット』の実力者プレイヤー。
フィリックス・レントン（Felix Renton）
声 -／英 - ジェイソン・マースデン
ミドルトン高校に通う車椅子の少年。明るくポジティブな性格でゲームやバスケが趣味。ロンと仲が良い。ロボット工学者の母親が作ったハイテク車椅子を使っている。キムとロンの卒業式で卒業生代表を務めた。
ナナ・ポッシブル（Nana Possible）
声 -／英 - デビー・レイノルズ
フロリダの老人ホームに住んでいるキムの父方の祖母。得意料理はレモンパイで、ドラッケンが唸るほどの絶品。
キムにおしとやかな振る舞いを望んでいるが、若い頃に僧侶に弟子入りして少林拳をマスターし、海軍のパイロットになって海軍の水中爆破訓練を女性で初めて成功させた過去を持つ。
ラリー（Larry）
声 -／英 -  ブライアン・ポセーン
キムのいとこ。陰気なオタク少年。月に一度ポッシブル家でゲームをする。キムは聞きたくもないゲームやコミックの話を延々と聞かされるのでうんざりしている。コミック好きなロンとは気が合う。
キムによればおもしろくなく友達もいないとのことだが、オタク仲間からはRPGのチャンピオンとして尊敬を集めている。シャーロットというライバルがいる。姓はポッシブルではないが、ジョスと同じく父方のいとこのようである。
ネッド（Ned）
声 -／英 - エディ・ディーゼン
ブエノ・ナチョのマネージャーをしているアルバイト店員。ラリーのRPG仲間。一度マネージャーに就任したロンの部下に降格したが、ロンが辞職して復職した。
ヨリ（Yori）
声 - ／英 - ケイコ・アジェナ
日本の秘密の忍者学校・ヤマノウチ学校の生徒。交換留学で日本に来たロンの案内役を担当し、ロンのアメリカンジョークに好意を持つ。扇子を武器に使う。
2度目の登場ではロンに助けを求めて渡米し、事情を知らないキムを嫉妬させた。シーズン4ではキムとロンの関係を認め、キムの戦友になる。
センセイ（Master Sensei）
声 -／英 - ジョージ・タケイ
ヤマノウチ学校の校長。空中浮遊ができる謎の仙人。モンキーの伝説を悪者から守っており、シーズン4ではハナを養女としてストッパブル家に斡旋した。
ディレクター博士（Dr. Director）
声 -／英 - フェリシティ・ハフマン
秘密結社グローバル・ジャスティスのリーダー。正義のために様々な研究を行い、キムたちに協力を求めることもある。モデルはS.H.I.E.L.D.のニック・フューリーと思われる。
フルネームは「ベティ・ディレクター」で、悪の秘密結社WEEのボス・ジェミニの二卵性の双子の妹。
チーム・ゴー（Team Go）
ゴー・シティの5人兄弟のヒーローチーム。ツリーハウスに落ちてきた虹色の隕石で炎の魔力を手に入れ、ゴー・タワーを拠点に活動した。長男ヒーゴー（Hego）、長女シーゴー、次男ミーゴー（Mego）、双子のウィーゴー（the Wego twins）で構成。『ファンタスティック・フォー』と『ボルトロン』のパロディと思われる。
ゴー・シティーのブエノ・ナチョの支配人という表の顔を持つヒーゴーは怪力、ナルシストのミーゴーは体を小さくする能力、しっかり者のウィーゴーは分身能力を持つ。シーゴーのおかげでまとまっていたが、仕切り屋のヒーゴーに嫌気がさしたシーゴーはチームを脱退して悪に走り、チームもバラバラになった。
ティモシー・ノース（Timothy North）
声 - ／英 - アダム・ウェスト
1960年代のスーパーヒーロードラマ「フィアレス・フェレット」の主演俳優。撮影当時から自分を本物のフィアレス・フェレットと思い込み、ドラマが打ち切られた後は隠遁していたが、ロンに跡を継がせようとした。この辺の設定は原語版声優が主演した『怪鳥人間バットマン』および、ロンの原語版声優が主演した『バットマン・ザ・フューチャー』のパロディと思われる。
スリム・ポッシブル（Slim Possible）
声 - ／英 - ケビン・マイケル・リチャードソン
ジェームスの兄で、ジョスの父。田舎で牧場を営んでいるが、ロボットの馬と人工衛星を利用した監視システムを搭載しており、かなり現代的である。娘が1人いる。得意料理は激辛チリ。
ジョス・ポッシブル（Jocelyn "Joss" Possible）
声 - 新井里美／英 - タラ・ストロング
キムのいとこ。キムに憧れてキムの仮装をしており、将来の夢はキムみたいになること。怖くてもキムについていくロンに憧れるようになる。
ハナ・ストッパブル（Hana Stoppable）
ストッパブル家の養女になった東洋人の赤ちゃん。実はヤマノウチ学校からロンに託された忍者の卵で、世界を救う運命を持っている。

### その他の悪者
ディーヴィーロボット（The Bebes）
声 - ／英 - ケリー・ケニー
ドラッケンが作った3体の女性型戦闘ロボット。ドラッケンが恋人にしようとしたロボットと同じ名前。高速移動能力を持つが、特殊な波長の電子音波に弱い。モデルはバービー人形と思われる。
人間性を少しだけ与えられ、かなりの完璧主義。完璧ではないドラッケンを見捨てた。復活後はキムが苦手なボニーを女王に選び、ナカトミ・コーポレーションの玩具工場を乗っ取って自分を大量生産しようとした。更に弱点だった電子音波も耳栓で克服していた。
ギル（Gill Moss）
声 - 保志総一朗／英 - ジャスティン・バーフィールド
本名はギル・モス。小学校時代のサマーキャンプでロンが入るのを嫌がった工場排水の流れ込んだ湖に長時間浸かり、怪物に変身してそのまま湖に棲み付いた。そのためロンを恨んでいる（ギル自身も湖に残る事を望んだ為、逆恨みである）。ヘドロを吐いて他人を怪物に変身させることが出来る。
身元引受人となった科学者の力で人間の姿に戻っているが、怪物時代の力の大きさに気づき、自ら進んで再び怪物になった。この湖の水には邪悪な意思が宿り、ドラッケンのお天気マシンが原因で雪に変わった水が邪悪な雪だるまに変身した。
ジェミニ（Gemini）
声 - ／英 - モーリス・ラマーシュ
悪の秘密結社WEE（ワールドワイド・イービル・エンパイア）のボス。武器を仕込んだ機械義手を装着している。失態を犯した手下をすぐ処分してしまう。チワワ犬のぺぺを溺愛。モデルは『アイアンマン』のトニー・スタークと思われる。
本名は「シェルダン（Sheldon）」。ディレクター博士の二卵性の双子の兄で、子供の頃から自分よりも良いおもちゃをもらっていた妹を妬んでいがみ合っている。
ジャック・ヘンチ（Jack Hench）
声 - 内田直哉／英 - フレッド・ウィラード
その道では有名な兵器販売会社・ヘンチ社の社長。悪者相手に悪の発明品の商売しているが、『使い方はお客さん次第』と悪事への加担を否定しているので、逮捕される事はない。
悪者にダイレクトメールを発送したり、抽選で戦車をプレゼントするなど、様々なキャンペーンを行っていて商売熱心だが、商品を盗むドラッケンだけはお客さん扱いしていない。
カミーユ・レオン（Camille Léon）
声 -／英 - アシュレイ・ティスデイル
シーズン4から登場。大金持ちの遺産相続人のセレブだが、相続権を失って悪の道に。違法な整形手術で手に入れた変身能力で悪事を働き、他のセレブに濡れ衣を着せる。キムに変身してクラブ・バナナのデザインを盗んだこともある。ペットはルーファスにベタ惚れの毛のないネコ・デビュタン。
フルーガル・ルーカ（Frugal Lucre）
声 - ／英 - リチャード・カインド
シーズン4から登場。インターネットの消滅と引き換えに世界中の人々に1ドルずつ要求した。本名はフィラデルフィアのスマーティ・マート従業員フランシス・ルーマン。母親と二人暮らしで、子供用プールがある地下室に住んでいる。
悪者になることが子供からの夢。刑務所でドラッケンと同じ牢獄に入り、一日中喋りかけてイライラさせたが、後に牢獄が同じになったモーター・エドにイライラさせられる。
マイロン（Myron）
声 - ／英 - ビル・ファッガーバッケ
シーズン4から登場。ディメンター教授の妹の夫。ディメンター教授を手伝おうとするが教授に認められてはいない。
悪の帝王（The Wraith Master）
声 - 英 - マーティン・スパンジャーズ
オンラインゲーム「エバーロット」の悪の帝王。力を手放せば解放するという条件でプレイヤーを捕らえ、ジタを自分の女王にしようとした。正体はゲーム開発者の息子のマルコム。
エリック（Eric）
声 - 神奈延年／英 - リッキー・ウルマン
映画「ドラマチック・ナイト」に登場。キムの恋人になったハンサムな少年。キムとミドルトン高校のプロムに行くが、正体はキムを騙すためにドラッケンに作られた手下ロボット901号（Synthodrone#901）。ロンとルーファスを内心バカにしており、ルーファスに体液の水を抜かれて干からびた。
ファッショニスタス（The Fashionistas）
シーズン4から登場。3人組のファッション・コピー業者。数々のデザイナーのデザインを盗んでは、コピー商品を売って大もうけしていた。キムの新しい戦闘服をデザインするが釈放を断られ、結果的にキムにデザインを盗まれてしまった。
ウォーマンガ（Warmonga）
声 - ／英 - クリステン・ジョンストン
「グレート・ブルー」という指導者を探して地球に来たローウォーディア星の女戦士。地球人の蛮族のような見た目だが、巨体で緑色の肌を持つ。1300コーラックスの重さを持ち上げることができ、自分の名前を叫びながら突撃する。
ドラッケンをグレート・ブルーと勘違いして部下になったが、ジムとティムの作戦でドラッケンにだまされたと思って裏切った。地球の技術を超えるハイテク技術を持ち、ジンゴースの13の月を征服している。
破壊者ヨノ（Yono the Destroyer）
声 - ／英 - クランシー・ブラウン
モンキー・フィストが蘇らせたモンキーの神話の暗黒の破壊者。強い魔力を持つ猿の魔神で、石化光線でルーファス、センセイ、キムを石に変えたが、モンキー・フィストがハナに倒されて去り、ヨノの道にモンキー・フィストを引き込んだ。
ウォーホック（Warhok）
声 - ／英 - ロン・パールマン
ウォーマンガの夫。ウォーマンガとともにキムとドラッケンに復讐し、地球を征服しようとたくらむ。

## 作中に登場する地名・組織
ミドルトンシティ（Middleton）
キムたちが住んでいるアメリカのどこかの都市。近くにアッパートンシティとローワートンシティがある。
ミドルトン高校（Middleton high school）
キムとロンが通う高校。入り口の看板には各話にちなんだ言葉が英語で書かれている。教師の休職や離職率が高く、チアリーディング部とフットボール部顧問のバーキン先生が代理の教師をかけもちする。
学食は上級生と下級生でメニューの差が大きく、上級生には豪華な食事が提供されるが、下級生にはねずみ色の「謎の肉」のシチューが提供される。シーゴーに支配された未来の世界では人々の再教育施設に変わっていた。
ポッシブル家（Possible's）
オレンジ色の天文台のような姿をしたポッシブル家の自宅。ジムとティムの自作ロケットの実験でよく屋根を破壊される。ある事件で全壊した事もある。
ブエノ・ナチョ（Bueno Macho）
世界中に約3万店ある大手ファーストフードチェーン店。キムとロンが通っており、ロンはこの店のオープン日を「人生最高の日」と表現するほど愛している。
メキシコ料理のブリトーとナチョス、超高熱の激辛ソースを提供している。キムとロンがバイトしたことがあり、ロンは自作レシピの「ナコ」が本部に採用されてマネージャーに昇格した。
ドラッケンに買収され、悪の計画の第一段階として子供向けおもちゃ付きセット（マクドナルドのハッピーセットのパロディと思われる）を販売したことがある。
スマーティ・マート（Smarty Mart）
全国2000店ある総合ディスカウントストア。「賢い買い物スマーティ・マート」のキャッチフレーズで知られている。社長は大富豪のマーティン・スマーティ。
バーキン先生が家庭用品売り場でバイトしており、後にロンもペット売り場でバイトを始めた。
クラブ・バナナ（Club Banana）
流行の最先端の服を売っている高級衣料品店。キム、モニーク、ボニー、シーゴーもファンで、キムはクラブ・バナナの会員に入っている。モニークが接客のバイトをしており、後にキムもバイトを始めた。
ロゴと商品名が違うだけの安価版の服がスマーティ・マートで売られている。シーゴーが支配した未来の世界では「クラブ・シーゴー」に改名された。
キャンプ・ワナウィープ（Camp Wannaweep）
湖の近くのキャンプ場。近くに遊園地がある。湖に有害な工場排水が混入していたと判明して閉鎖された。湖の水には人間をミュータント化する能力がある。
ナカスミ・コーポレーション（Nakasumi Toys corporation）
日本の東京に本社がある玩具企業。玩具工場は全自動式。玩具のデザイナーもしているナカスミ社長と通訳のキョウコがいる。
グローバル・ジャスティス（Global Justice）
エージェントのスパイと科学者で構成された正義の秘密組織。総帥はディレクター博士で、本部の秘密基地は秘匿されている。マーベル・コミックに登場するS.H.I.E.L.D.のパロディと思われる。
ワールドワイド・イービル・エンパイア（Worldwide Evil Empire）
グローバル・ジャスティスと敵対する悪の秘密結社。通称「WEE（ウィー）」。マーベル・コミックに登場するヒドラのパロディと思われる。
ヤマノウチ学校（Yamanouchi Ninja School）
日本の山の中に隠された秘密の忍者学校。ミドルトン高校と交換留学した。古代から魔力が伝わるモンキーの神話を悪用されないように守っている。
チーム・インポッシブル（Team Impossible）
プロのヒーロー集団の営利団体。ビジネスとして有料で人助けしているため、無料で人助けしているチーム・ポッシブルを危険視する。チーム名はスパイ大作戦（ミッション・インポッシブル）のパロディと思われる。
メンバーはサバイバル技術を持つバーン・バーマン、救急救命士の資格を持つクラッシュ・クランストン、公認会計士の資格を持つダッシュ・ダモント。グローバル・ジャスティスには未加入。
ファッション警察（The Fashion Police）
ダサいファッションを取り締まる警察組織。2人1組の刑事がファッションコードに違反した人々を捜査・逮捕する。

## 主題歌
「Call Me, Beep Me! (Japanese Edit Version)」
作詞・作曲 - コリー・レリオス、ジョージ・ガブリエル
訳詞 - 湯川徹
歌 - saeko（日永沙絵子）→ 安良城紅（現：BENI）
- オリジナルの英語版の歌唱はクリスティーナ・ミリアンが担当。
- 日本語版の歌唱は、初回放送時はsaekoが担当していたが、2005年度からプロモーションPVで主人公のキムに扮した安良城紅のバージョンに差し替えられている。ディズニープラス配信版ではsaeko版に差し替えられた。日本語版のフルバージョンが安良城版で制作されている。
- 2018年11月14日に国内発売された「キム・ポッシブル サウンドトラック」には安良城の歌唱による日本語版と英語版が収録された[9]。
- 2010年代の放送以降、オープニング映像内にあるキムが飛び降りるシーンが少しコマが落ちているが、それ以前の放送（地上波を含む）では原版（オリジナル）のままだった。

## スタッフ

### メインスタッフ
- 原作 - ボブ・スクーリー、マーク・マッコール
- 監督 - クリス・ベイリー(第1シーズン)、デヴィッド・ブロック(第2シーズン)、スティーヴ・ローター(第2 - 4シーズン)、ニック・フィリッピ(44話)
- リードキャラクターデザイン - スティーブン・シルバー
- ロケーション・デザイン - アンディ・アイス
- 音楽 - アダム・ベリー
- 録音監督 - クリス・ベイリー（第1シーズン）、リサ・シェイファー
- プロデューサー - スティーヴ・ローター（第3 - 4シーズン）
- エグゼクティブ・プロデューサー - ボブ・スクーリー、マーク・マッコール、クリス・ベイリー（第1シーズン）
- アニメーション制作 - ウォルト・ディズニー・テレビジョン・アニメーション
- アニメーション制作協力 - ラフ・ドラフト・スタジオ、トゥーン・シティ、スターバースト・アニメーション、ハンホ興業
- 製作著作 - ディズニー・エンタープライズ

### 日本語版スタッフ
- 翻訳 - 前田美由紀
- 演出 - 中野洋志
- 制作 - ACクリエイト[10]

## エピソード
話数は日本放送順。
| 話数        | サブタイトル              | 原題                         | 脚本                                                                                  | 絵コンテ | 演出                                                        | 作画監督                                                                                 | 放送日          |
| 第1シーズン | 第1シーズン               | 第1シーズン                  | 第1シーズン                                                                           | 第1シーズン | 第1シーズン                                                 | 第1シーズン                                                                              | 第1シーズン     |
| ----------- | ------------------------- | ---------------------------- | ------------------------------------------------------------------------------------- | --- | ----------------------------------------------------------- | ---------------------------------------------------------------------------------------- | --------------- |
| 1 (6)       | ブエノ・ナチョ            | Bueno Nacho                  | ジュリー・デュファイン アマンダ・ルドルフ・シュワルツ                                 | デヴィッド・ブロック ルイス・M・ポリス トム・ベルナルド ニック・フィリッピ アダム・ヴァン・ヴィク                                                                            | コ・ジェイボン                                              | -                                                                                        | 2003年 11月19日 |
| 2 (4)       | ナノ爆弾                  | Tick-Tick-Tick               | マーク・マッコール ボブ・スクーリー                                                   | ロッセン・ヴァルバノフ トム・ベルナルド ニック・フィリッピ アダム・ヴァン・ヴィク ルイス・M・ポリス                                                                          | キム・ジェウン、ホン・サハク                                | キム・ジェウン、ホン・サハク                                                             | 2003年 11月19日 |
| 3 (1)       | ダンス・パーティー        | Crush                        | マーク・マッコール ボブ・スクーリー                                                   | デヴィッド・ブロック ロッセン・ヴァルバノフ ユージン・サランドラ | ウン・ドンカン                                              | -                                                                                        | 11月20日        |
| 4 (13)      | モンキー・フィスト        | Monkey Fist Strikes          | ゲイリー・スパーリング                                                                | カート・ゲーダ トロイ・アドマイティス ユージン・サランドラ | キム・ジェウン、ホン・サハク                                | キム・ジェウン、ホン・サハク                                                             | 11月21日        |
| 5 (8)       | 入れ替わり作戦            | Mind Games                   | マーシャ・グリフィン                                                                  | トム・ベルナルド アダム・ヴァン・ヴィク | コ・ジェイボン、ウン・ドンカン                              | コ・ジェイボン、ウン・ドンカン                                                           | 11月22日        |
| 6 (3)       | 停電パニック!             | The New Ron                  | マーク・パーマー                                                                      | ユージン・サランドラ エド・ベイカー | ロミー・ガルシア                                            | ダンテ・クレメント                                                                       | 11月23日        |
| 7 (9)       | ビービー・ロボット        | Attack of the Killer Bebes   | マドレーヌ・パクソン                                                                  | トロイ・アドマイティス ユージン・サランドラ | キム・ジェウン、ホン・サハク                                | キム・ジェウン、ホン・サハク                                                             | 11月24日        |
| 8 (7)       | 暴れん坊ゴルファー        | Number One                   | マーク・パーマー                                                                      | スコット・モース トム・ベルナルド ロバート・クライン | ウン・ドンカン、リム・ヒョンド                              | ウン・ドンカン、リム・ヒョンド                                                           | 11月25日        |
| 9 (21)      | スマーティー・マート      | Low Budget                   | パティ・カー、ララ・ラネルズ                                                          | ホリー・フォーサイス カート・ゲーダ | ロミー・ガルシア                                            | ダンテ・クレメント                                                                       | 11月26日        |
| 10 (15)     | アドレナ・リン            | All the News                 | ローラ・マクレアリー                                                                  | デヴィッド・ブロック ロッセン・ヴァルバノフ トム・ベルナルド | ロミー・ガルシア                                            | ダンテ・クレメント                                                                       | 11月27日        |
| 11 (18)     | 冷凍パニック!             | Animal Attraction            | ロビン・ライアダン ゲイリー・スパーリング                                             | ホリー・フォーサイス カート・ゲーダ | ロミー・ガルシア                                            | ダンテ・クレメント                                                                       | 11月28日        |
| 12 (10)     | わがまま王子さま          | Royal Pain                   | マドレーヌ・パクソン                                                                  | ユージン・サランドラ マイケル・マンリー クリス・ルトコフスキ | コ・ジェイボン、ウン・ドンカン リム・ヒョンド               | コ・ジェイボン、ウン・ドンカン リム・ヒョンド                                            | 11月29日        |
| 13 (5)      | ミドルトン山の怪物        | Downhill                     | ブライアン・スウェンリン                                                              | トロイ・アドマイティス トム・ベルナルド クリス・ルトコフスキ | キム・ジェウン、ホン・サハク                                | キム・ジェウン、ホン・サハク                                                             | 11月30日        |
| 14 (17)     | 双子ポッシブル            | The Twin Factor              | マーク・パーマー                                                                      | デイヴ・ブロック ユージン・サランドラ | ロミー・ガルシア                                            | ダンテ・クレメント                                                                       | 12月1日         |
| 15 (11)     | ディスコパニック!         | Coach Possible               | ローラ・マクレアリー                                                                  | ステファン・サンドヴァル ホリー・フォーサイス | ロミー・ガルシア                                            | ダンテ・クレメント                                                                       | 12月2日         |
| 16 (12)     | ミドルトンの対決          | Pain King vs. Cleopatra      | パティ・カー、ララ・ラネルズ                                                          | トム・ベルナルド デヴィッド・ラックス | キム・ジェウン、ホン・サハク                                | キム・ジェウン、ホン・サハク                                                             | 12月3日         |
| 17 (2)      | 悪夢のサマーキャンプ      | Sink or Swim                 | ジュリー・デュファイン アマンダ・ルドルフ・シュワルツ                                 | ユージン・サランドラ ホリー・フォーサイス デヴィッド・ブロック | コ・ジェイボン、ウン・ドンカン リム・ヒュド                 | コ・ジェイボン、ウン・ドンカン リム・ヒュド                                              | 12月4日         |
| 18 (19)     | モンキー忍者              | Monkey Ninjas in Space       | メグ・マクラフリン                                                                    | トロイ・アドマイティス クリス・ルトコフスキ リンドン・ルディ ステファン・サンドヴァル                                                                                        | ロミー・ガルシア                                            | ダンテ・クレメント                                                                       | 12月5日         |
| 19 (16)     | クローン・アタック        | Kimitation Nation            | ケイト・クチ シェリル・スカーボロー                                                   | デヴィッド・シュワルツ ロバート・クライン ネイサン・チュー | キム・ジェウン、ホン・サハク                                | キム・ジェウン、ホン・サハク                                                             | 12月6日         |
| 20          | 魔法のリング              | Ron the Man                  | ボブ・スクーリー マーク・マッコール                                                   | ホリー・フォーサイス ダグ・マーフィ ユージン・サランドラ | キム・ジェウン、ホン・サハク                                | キム・ジェウン、ホン・サハク                                                             | 12月7日         |
| 21 (14)     | キムはうそつき            | October 31st                 | マーク・パーマー                                                                      | トム・ベルナルド ロバート・クライン デヴィッド・シュワルツ | ロミー・ガルシア                                            | ダンテ・クレメント                                                                       | 2月16日         |
| 第2シーズン |                           |                              |                                                                                       | |                                                             |                                                                                          |                 |
| 22 (44)     | パートナーは天才          | Partners                     | ゲイリー・スパーリング                                                                | ルーイ・デル・カルメン バリー・コールドウェル | ハン・ボンヒ ホン・サハク キム・ジェウン                    | ホン・サハク ハン・ヨハン チョン・ジェオク キム・ジェウン                                | 2004年 1月16日  |
| 23 (25)     | 謎のロン効果              | The Ron Factor               | ゲイリー・スパーリング                                                                | デヴィッド・J・ノット リンドン・ルディ マイケル・マンリー | マイク・カウェスキ                                          | ウン・ドンカン ソン・ジュンヨン                                                          | 1月17日         |
| 24 (23)     | ロボット・ランブル        | Grudge Match                 | ゲイリー・スパーリング                                                                | キャロライン・ゲアー リン・ハンター | ホン・サハク                                                | ホン・サハク リー・ソンヒ キム・ウンキ キム・ヨンベ ヤン・ソンフン チョン・ジンチャン    | 1月18日         |
| 25 (22)     | 天才ルーファス            | Naked Genius                 | マシュー・ネグレート                                                                  | トロイ・アドマイティス デイヴ・フィローニ リンドン・ルディ | ヨン・サンウ、リム・ヒョンド                                | ヨン・サンウ、リム・ヒョンド                                                             | 1月19日         |
| 26 (24)     | シーゴーパニック!         | Two to Tutor                 | カート・ウェルドン                                                                    | シャロン・フォワード ロバート・グリッグス ジョン・ドーマン | ハン・ボンヒ チョン・ジェオク ハン・ヨハン                  | -                                                                                        | 1月20日         |
| 27 (30)     | エバーロットの帝王        | Virtu-Ron                    | マーク・パルマー                                                                      | アシュレイ・レンツ トム・ベルナルド ティム・モルトビー | コ・ヒョソク                                                | コ・ヒョソク チョン・ジンチャン ホン・サハク                                             | 1月21日         |
| 28 (27)     | 名犬ペルビアン・ヘアレス  | Rufus in Show                | エディ・ガゼリアン                                                                    | バリー・コールドウェル ルーイ・デル・カルメン | ユン・スンウ                                                | ユン・スンウ リム・ヒョンド                                                              | 1月22日         |
| 28 (27)     | ルーファス争奪戦          | Adventures in Rufus-Sitting  | エディ・ガゼリアン                                                                    | バリー・コールドウェル ルーイ・デル・カルメン | ユン・スンウ                                                | ユン・スンウ リム・ヒョンド                                                              | 1月22日         |
| 29 (26)     | ミラクル・カー            | Car Trouble                  | ビル・モッツ、ボブ・ロス                                                              | デヴィッド・ノット ダグラス・マーフィ | ヤン・ソンフン、ホン・サハク                                | ヤン・ソンフン、ホン・サハク                                                             | 1月23日         |
| 30 (28)     | スパイのお仕事            | Job Unfair                   | ニコール・ダバック                                                                    | キャロライン・ゲアー リン・ハンター | ゴ・ヒョソク、ハン・ボンヒ キム・ヨンベ                     | ゴ・ヒョソク、ハン・ボンヒ キム・ヨンベ                                                  | 1月24日         |
| 31          | 甦ったヒーロー            | The Fearless Ferret          | ブライアン・スウェンリン                                                              | アシュレイ・レンツ トム・ベルナルド デイブ・フィローニ トロイ・アドマイティス ニック・フィリッピ                                                                             | ホン・サハク                                                | ホン・サハク キム・チョンゴン シン・ソンウ ホン・ヒョンドク ユ・チュンヤン チーウー      | 1月26日         |
| 32 (29)     | おばあちゃんポッシブル    | The Golden Years             | アール・クレス                                                                        | シャロン・フォワード ロバート・グリッグス デヴィッド・シュワルツ | ハン・ヨハン、ハン・ボンヒ コ・ヒョソク、ベク・ジョンチョル | ハン・ヨハン、ハン・ボンヒ コ・ヒョソク、ベク・ジョンチョル                              | 1月27日         |
| 33          | 怪獣ルーファス            | Rufus vs. Commodore Puddles  | ブライアン・シンテイ                                                                  | ニック・フィリッピ リンドン・ルディ | リム・ヒョンド、ヨン・サンウ                                | リム・ヒョンド、ヨン・サンウ                                                             | 12月28日        |
| 33          | 悪夢のスノーマン          | Day of the Snowmen           | ジョセフ・モリナリ                                                                    | ニック・フィリッピ リンドン・ルディ | リム・ヒョンド、ヨン・サンウ                                | リム・ヒョンド、ヨン・サンウ                                                             | 12月28日        |
| 34 (37)     | ストレンジ・クリスマス    | A Very Possible Christmas    | マーク・パーマー                                                                      | バリー・コールドウェル ルーイ・デル・カルメン シャロン・フォワード キャロライン・ゲアー                                                                                      | ウン・ドンカン、リム・ヒョンド                              | ウン・ドンカン、リム・ヒョンド                                                           | ?               |
| 35 (34)     | タイム・ポッシブル I      | A Sitch in Time: Present     | ビル・モッツ、ロブ・ロス                                                              | デヴィッド・ノット ダグ・マーフィ トロイ・アドマイティス | ホン・サハク、ヤン・ソンフン ハン・ボンヒ、コ・ヒョソク     | ホン・サハク、ヤン・ソンフン ハン・ボンヒ、コ・ヒョソク                                  | ?               |
| 36 (35)     | タイム・ポッシブル II     | A Sitch in Time: Past        | ビル・モッツ、ロブ・ロス                                                              | トム・ベルナルド アシュレイ・レンツ デイヴ・ノット トロイ・アドマイティス | ハン・ヨハン、リー・ドソク                                  | ハン・ヨハン、リー・ドソク                                                               | ?               |
| 37 (36)     | タイム・ポッシブル III    | A Sitch in Time: Future      | ビル・モッツ、ロブ・ロス                                                              | デヴィッド・ノット トロイ・アドマイティス ニック・フィリッピ ダグ・マーフィ                                                                                                  | ホン・ソハク、ユ・チュンヤン ベク・ジョンチョル             | ホン・ソハク、ユ・チュンヤン ベク・ジョンチョル                                          | ?               |
| 38 (48)     | モーター・エド            | Motor Ed                     | ローラ・マクレアリー                                                                  | キャロライン・ゲアー シャロン・フォワード リン・ハンター デイブ・フィローニ デヴィッド・ブロック                                                                             | ブラッド・グッドチャイルド                                  | チャン・ナンス ベク・ジョンチョル ユ・チュシク チョン・ヤンジョン                        | ?               |
| 39 (38)     | ボニー女王                | Queen Bebe                   | グレッグ・ワイズマン                                                                  | バリー・コールドウェル ルーイ・デル・カルメン ロバート・グリッグス リン・ハンター                                                                                            | マイク・カウェスキ                                          | ヨン・サンウン                                                                           | ?               |
| 40 (39)     | 隠れた才能                | Hidden Talent                | マイケル・A・ニュートン                                                               | キャロライン・ゲアー デイヴ・シュワルツ シャロン・フォワード リン・ハンター                                                                                                  | ブラッド・グッドチャイルド                                  | ゴ・ヒョソク ハン・ヨハン                                                                | ?               |
| 41 (32)     | ロン・イン・ジャパン      | Exchange                     | トーマス・ハート                                                                      | アシュレイ・レンツ トム・ベルナルド ニック・フィリッピ | ウン・ドンカン、リム・ヒョンド                              | ウン・ドンカン、リム・ヒョンド                                                           | ?               |
| 42 (40)     | 呪われたチア・キャンプ    | Return to Wannaweep          | マット・ネグレート                                                                    | ジョン・ネヴァレス リン・ハンター フランシスコ・バリオス ホリー・フォーサイス                                                                                                | ブラッド・グッドチャイルド                                  | リー・ドソク ベク・ジョンチョル                                                          | ?               |
| 43          | 完璧なデート              | Blush                        | ローラ・マクレアリー                                                                  | バリー・コールドウェル ルーイ・デル・カルメン フレッド・ゴンザレス ロバート・グリッグス デヴィッド・ノット                                                                   | ヨン・サンウ                                                | ヨン・サンウ                                                                             | ?               |
| 44 (49)     | ザ・ロン                  | Ron Millionaire              | ビル・モッツ、ボブ・ロス                                                              | ニック・フィリッピ デイヴ・ノット トロイ・アドマイティス カイル・メンケ | ブラッド・グッドチャイルド                                  | ホン・ソハク ハン・ボンヒ キム・イタエ シン・ソンホ                                      | ?               |
| 45 (47)     | 母の日                    | Mother's Day                 | ナンジオ・デフィリッピス クリスティーナ・ウィアー トーマス・ハート                    | アシュレイ・レンツ トーマス・ベルナルド ネイサン・チュー ニック・フィリッピ デイヴ・ノット                                                                                   | ブラッド・グッドチャイルド                                  | ユ・チュヤン キム・ヨンベ リー・ドソク                                                   | ?               |
| 46 (41)     | チーム・ゴー!             | Go Team Go                   | ニコール・ダバック                                                                    | シャロン・フォワード キャロライン・ゲアー ジョン・ネヴァレス トーマス・ベルナルド ニック・フィリッピ                                                                         | ブラッド・グッドチャイルド                                  | コ・ヒョソク シン・ソンホ パク・ジョンヤン                                               | ?               |
| 47 (45)     | アイドル・パニック!       | Oh Boyz                      | ナンジオ・デフィリッピス クリスティーナ・ウィアー シェリル・スカーボロー ケイト・クチ | トーマス・ベルナルド デイヴ・ノット アシュレイ・レンツ ザッカリー・モンクリーフ                                                                                              | ブラッド・グッドチャイルド                                  | リー・スジョン ホン・ヒョンド ホン・サハク                                               | 2004年11月5日   |
| 48 (50)     | タトゥー・パニック!       | Triple S                     | ニコール・ダバック                                                                    | ネイサン・チュー デイヴ・ノット トロイ・アドマイティス ザッカリー・モンクリーフ カイル・メンケ                                                                               | コー・ジェボン、リム・ヒョンド                              | コー・ジェボン、リム・ヒョンド                                                           | ?               |
| 49 (56)     | ミニ・ポッシブル          | Showdown at the Crooked D    | マーク・パーマー                                                                      | デイヴ・ノット ニック・フィリッピ トロイ・アドマイティス フレッド・ゴンザレス トーマス・ベルナルド カイル・メンケ                                                            | ウン・ドンカン                                              | ウン・ドンカン ヨン・サンウ                                                              | 2004年11月5日   |
| 50 (51)     | 100年前の対決             | Rewriting History            | マイケル・A・ニュートン                                                               | ルーイ・デル・カルメン バリー・コールドウェル トーマス・ベルナルド キャロライン・ゲアー デイヴ・ノット                                                                       | ブラッド・グッドチャイルド                                  | ROOT リー・ソンヒ リー・スジョン ジョン・ハン ユ・チュンヤン ホン・サハク マーク・アレン | 2004年11月5日   |
| 51 (46)     | くしゃみ百連発            | Sick Day                     | マット・ネグレート、トム・ハート                                                      | シャロン・フォワード リン・ハンター キャロライン・ゲアー ジョン・ネヴァレス ロバート・グリッグス デヴィッド・ブロック                                                        | ブラッド・グッドチャイルド                                  | リー・ドソク ベク・ジョンチョル ジョン・ハン                                             | ?               |
| 51 (46)     | 正直な気持ち              | The Truth Hurts              | マット・ネグレート                                                                    | シャロン・フォワード リン・ハンター キャロライン・ゲアー ジョン・ネヴァレス ロバート・グリッグス デヴィッド・ブロック                                                        | ブラッド・グッドチャイルド                                  | リー・ドソク ベク・ジョンチョル ジョン・ハン                                             | ?               |
| 52 (42)     | キム・モンキー            | The Full Monkey              | トーマス・ハート ザック・ストーンズ                                                   | バリー・コールドウェル ルーイ・デル・カルメン フレッド・ゴンザレス ホリー・フォーサイス                                                                                      | ブラッド・グッドチャイルド                                  | リー・スジョン ホ・ヒョンド コ・ヒョソク マーク・アレン                                  | 2004年11月5日   |
| 第3シーズン |                           |                              |                                                                                       | |                                                             |                                                                                          |                 |
| 53 (52)     | なかよしイトコ            | Steal Wheels                 | ブライアン・スウェンリン                                                              | カイル・メンケ ニック・フィリッピ ルーク・ブルックシャー | -                                                           | コー・ジェボン リム・ヒョンド                                                            | ?               |
| 54 (53)     | あなたに夢中              | Emotion Sickness             | ブライアン・スウェンリン                                                              | トム・ベルナルド リンドン・ルディ | チェ・インジュン                                            | ジョン・ハン ホン・サハク ゴ・ヒョソク チョン・ジンチャン ベク・ジョンチョル             | ?               |
| 55 (54)     | いつも二人で              | Bonding                      | ジョン・ベーンケ ロブ・ハンフリー                                                     | デヴィッド・ブロック トロイ・アドマイティス ロバート・プラット カイル・メンケ クレイグ・ルソー アダム・ヴァン・ヴィク                                                        | -                                                           | ユン・サンウ イム・ヒョンド                                                              | ?               |
| 56 (55)     | 悪の帝王ゾー・ポックス    | Bad Boy                      | ニコール・ダバック                                                                    | トッド・ブリットン キャロライン・ゲアー ジェニファー・グレイヴス クレイグ・ケンプリン リンドン・ルディ                                                                       | リー・ヨンギル                                              | ホン・サハク ゴ・ヒョソク ROOT                                                           | ?               |
| 57 (58)     | ドラマチック・ナイト I    | So the Drama                 | マーク・マッコール ボブ・スクーリー                                                   | ニック・フィリッピ トロイ・アドマイティス デイヴ・ノット トム・ベルナルド デヴィッド・ブロック カイル・メンケ アダム・ヴァン・ヴィク トッド・ブリットン ユージン・サランドラ | -                                                           | コー・ジェボン イム・ヒョンド ユン・サンウ パク・ヘサン                                  | ?               |
| 58 (59)     | ドラマチック・ナイト II   | So the Drama                 | マーク・マッコール ボブ・スクーリー                                                   | ニック・フィリッピ トロイ・アドマイティス デイヴ・ノット トム・ベルナルド デヴィッド・ブロック カイル・メンケ アダム・ヴァン・ヴィク トッド・ブリットン ユージン・サランドラ | -                                                           | コー・ジェボン イム・ヒョンド ユン・サンウ パク・ヘサン                                  | ?               |
| 59 (60)     | ドラマチック・ナイト III  | So the Drama                 | マーク・マッコール ボブ・スクーリー                                                   | ニック・フィリッピ トロイ・アドマイティス デイヴ・ノット トム・ベルナルド デヴィッド・ブロック カイル・メンケ アダム・ヴァン・ヴィク トッド・ブリットン ユージン・サランドラ | -                                                           | コー・ジェボン イム・ヒョンド ユン・サンウ パク・ヘサン                                  | ?               |
| 60 (57)     | チャンネル・ツアー        | Dimension Twist              | トレイシー・ベルナ                                                                    | トッド・ブリットン リンドン・ルディ ロバート・プラット フレッド・ゴンザレス ニック・フィリッピ                                                                               | リー・ヨンギル                                              | キム・チョンゴン ジョン・ハン ROOT ゴ・ヒョソク ホン・サハク                             | ?               |
| 61          | 本を返さなくちゃ          | Overdue                      | ジム・ピーターソン ブライアン・スウェンリン                                           | ユージン・サランドラ ジェニファー・グレイヴス ロバート・プラット デヴィッド・プリンス レショーン・トーマス                                                                   | リー・ヨンギル                                              | ROOT ゴ・ヒョソク ホン・サハク                                                           | 2006年 1月22日  |
| 61          | 友達ローチ                | Roachie                      | ジム・ピーターソン ブライアン・スウェンリン                                           | ユージン・サランドラ ジェニファー・グレイヴス ロバート・プラット デヴィッド・プリンス レショーン・トーマス                                                                   | リー・ヨンギル                                              | ROOT ゴ・ヒョソク ホン・サハク                                                           | 2006年 1月22日  |
| 62 (65)     | ムービー・パニック!       | And the Molerat Will Be CGI  | マーク・ドロップ                                                                      | デイヴ・ノット トム・ベルナルド | リー・ヨンギル                                              | ゴ・ヒョソク ホン・サハク キム・ヨンベ ハン・ボンヒ キム・チョンゴン ユン・ヨンサン      | 2006年 1月22日  |
| 63 (62)     | 明日のスター              | Rappin' Drakken              | ボブ・スクーリー マーク・マッコール                                                   | ニック・フィリッピ ルーイ・デル・カルメン ジェニファー・グレイヴス デイヴ・ノット                                                                                            | リー・ヨンギル                                              | キム・チョンゴン ホン・サハク ゴ・ヒョソク HANA                                          | 2006年 1月22日  |
| 64 (64)     | ゴリラ・フィスト          | Gorilla Fist                 | ボブ・スクーリー マーク・マッコール                                                   | トロイ・アドマイティス ルーイ・デル・カルメン リンドン・ルディ | リム・ヒョンド、パク・ヒューサン ユン・サンウ               | リム・ヒョンド、パク・ヒューサン ユン・サンウ                                            | 2006年 1月22日  |
| 65 (63)     | チーム・インポッシブル    | Team Impossible              | ジョン・ベーンケ ロブ・ハンフリー                                                     | ルーイ・デル・カルメン ロバート・グリッグス リンドン・ルディ デイヴ・ノット                                                                                                  | リー・ヨンギル                                              | ゴ・ヒョソク ホン・サハク                                                                | 2006年 1月22日  |
| 第4シーズン |                           |                              |                                                                                       | |                                                             |                                                                                          |                 |
| 66          | ドリーム・スーツ          | Ill-Suited                   | ブライアン・スウェンリン                                                              | カイル・メンケ トム・ベルナルド | -                                                           | -                                                                                        | ?               |
| 67 (70)     | 双子のプライド            | Car Alarm                    | ジョン・ベーンケ ロブ・ハンフリー                                                     | デヴィッド・ノット ダグラス・マーフィ カルヴァン・リー | -                                                           | -                                                                                        | ?               |
| 68          | セレブの秘密              | Trading Faces                | キム・デュラン                                                                        | ジェームズ・K・ヤン ユージン・サランドラ カルヴァン・リー | -                                                           | -                                                                                        | ?               |
| 69 (67)     | お誕生日パニック!         | The Big Job                  | カート・ウェルドン                                                                    | アラン・ワン カルヴァン・リー | -                                                           | -                                                                                        | ?               |
| 70 (71)     | さよならマッド・ドッグ    | Mad Dogs and Aliens          | ブライアン・スウェンリン                                                              | デヴィッド・ノット トム・ベルナルド ラリー・スコール | -                                                           | -                                                                                        | ?               |
| 71 (75)     | ファッション大作戦        | Fashion Victim               | キム・デュラン                                                                        | デヴィッド・ノット | -                                                           | -                                                                                        | ?               |
| 72          | ジャイアント・ロン        | Grande Size Me               | カート・ウェルドン                                                                    | ユージン・サランドラ ジェームズ・K・ヤン | -                                                           | -                                                                                        | ?               |
| 73 (69)     | バレンタイン・パニック!   | The Cupid Effect             | シャーリーン・イーストン                                                              | デヴィッド・ノット | -                                                           | -                                                                                        | ?               |
| 74          | ベイビー・フラワー        | Big Bother                   | グレッグ・ワイズマン                                                                  | アラン・ワン ジェームズ・ヤン カルヴァン・リー ルーイ・デル・カルメン | -                                                           | -                                                                                        | ?               |
| 75 (76)     | リスクがいっぱい          | Odds Man In                  | デニス・モス                                                                          | カイル・メンケ トム・ベルナルド | -                                                           | -                                                                                        | 2007年 10月12日 |
| 76 (73)     | ドラッケン大学            | Clothes Minded               | キム・デュラン ステファニー・フィリップス                                             | ユージン・サランドラ ジェームズ・K・ヤン | -                                                           | -                                                                                        | ?               |
| 77 (82)     | キムの贈りもの            | Clean Slate                  | マーク・パーマー                                                                      | トム・ベルナルド ルーイ・デル・カルメン ジェームズ・K・ヤン ラリー・W・スコール                                                                                              | -                                                           | -                                                                                        | ?               |
| 78 (79)     | マスター・トリック        | Mathter and Fervent          | ジム・ペロント                                                                        | アラン・ワン カルヴァン・リー | -                                                           | -                                                                                        | 10月19日        |
| 79 (80)     | ウルトラ・リモコン        | The Mentor of our Discontent | ヘンリー・ギルロイ                                                                    | アラン・ワン トロイ・アドマイティス | -                                                           | -                                                                                        | 11月16日        |
| 80 (78)     | ひげキャプテン            | Cap'n Drakken                | キム・デュラン                                                                        | ダグ・マーフィ デヴィッド・ノット | -                                                           | -                                                                                        | ?               |
| 81 (77)     | スティービーの恋          | Stop Team Go                 | カート・ウェルドン                                                                    | ユージン・サランドラ アダム・ヴァン・ヴィク ルーイ・デル・カルメン | -                                                           | -                                                                                        | 10月26日        |
| 82 (83)     | 恋愛パニック!             | Homecoming Upset             | マイケル・ニュートン                                                                  | デヴィッド・ブロック ダグ・マーフィ ジェームズ・K・ヤン ラリー・W・スコール                                                                                                  | -                                                           | -                                                                                        | 12月14日        |
| 83 (85)     | シナリオ19                | Larry's Birthday             | カート・ウェルドン                                                                    | アラン・ワン ジェームズ・K・ヤン トロイ・アドマイティス ケネス・ララメイ ラリー・スコール                                                                                    | -                                                           | -                                                                                        | 12月21日        |
| 84 (81)     | モンキーの逆襲            | Oh No! Yono!                 | ブライアン・スウェンリン                                                              | ユージン・サランドラ アダム・ヴァン・ヴィク | -                                                           | -                                                                                        | 11月23日        |
| 85 (84)     | ちいさな大旅行            | Chasing Rufus                | キム・デュラン                                                                        | リンドン・ルディ | -                                                           | -                                                                                        | 11月2日         |
| 85 (84)     | 赤ちゃん軍団              | Nursery Crimes               | シャルロッテ・フラートン カート・ウェルドン                                           | トム・ベルナルド | -                                                           | -                                                                                        | 11月2日         |
| 86          | さよならミドルトン高校 I  | Graduation, Part 1           | トム・ハート ブライアン・スウェンリン                                                 | トム・ベルナルド カイル・メンケ アダム・ヴァン・ヴィク ルーイ・デル・カルメン                                                                                                | -                                                           | -                                                                                        | 2008年 6月5日   |
| 87          | さよならミドルトン高校 II | Graduation, Part 2           | トム・ハート ブライアン・スウェンリン                                                 | ルーイ・デル・カルメン カイル・メンケ デイヴ・ノット ダグ・マーフィ アダム・ヴァン・ヴィク ニック・フィリッピ                                                                | -                                                           | -                                                                                        | 6月6日          |

## 放送局
| 放送局                                                                   | 放送期間                                                           | 放送曜日 時間                                                |
| ------------------------------------------------------------------------ | ------------------------------------------------------------------ | ------------------------------------------------------------ |
| テレビ東京 テレビ愛知 テレビ大阪 テレビせとうち テレビ北海道 TVQ九州放送 | 2005年4月7日 - 2006年3月30日                                       | 木曜日 7:30 - 8:00                                           |
| テレビ東京 テレビ愛知 テレビ大阪 テレビせとうち テレビ北海道 TVQ九州放送 | 2007年7月6日 - 11月30日                                            | 金曜日 7:30 - 8:00                                           |
| TOKYO MX                                                                 | 2006年10月 - 2007年3月 2007年3月 - 2007年10月6日 2008年10月5日 - ? | 日曜日 10:00 - 10:30 土曜日 7:00 - 7:30 日曜日 10:00 - 10:30 |
| ディズニーXD                                                             | 2012年9月3日 - 不明                                                | 月曜 - 金曜 13:30 - 14:00                                    |

| テレビ東京 ディズニータイム（木曜7:30枠） | テレビ東京 ディズニータイム（木曜7:30枠） | テレビ東京 ディズニータイム（木曜7:30枠） |
| 前番組                                    | 番組名                                    | 次番組                                    |
| ----------------------------------------- | ----------------------------------------- | ----------------------------------------- |
| ?                                         | キム・ポッシブル 第1～3シーズン           | 新くまのプーさん                          |
| TOKYO MX ディズニータイム（土曜7:00枠）   |                                           |                                           |
| ?                                         | 第1シーズン                               | 新くまのプーさん                          |
| テレビ東京 ディズニータイム（金曜7:30枠） |                                           |                                           |
| リロ・アンド・スティッチ ザ・シリーズ     | 第4シーズン                               | アラジンの大冒険                          |

## ゲーム
- ゲームボーイアドバンス版が2004年にディースリー・パブリッシャーで発売された。日本版は2005年7月21日に同社より「リロ・アンド・スティッチ」と同時発売された。

## 『リロ・アンド・スティッチ』とのクロスオーバー
『リロ・アンド・スティッチ ザ・シリーズ』のエピソード47「ルーファス」にクロスオーバー出演している。2006年2月3日にテレビ東京で、ディズニーチャンネルでは2006年7月17日の海の日スペシャルで放送された。
登場したのは味方サイドはキムとロンとルーファス（ウエイドも通信画面のみ登場）。敵サイドはドクター・ドラッケンとシーゴー。なお、このエピソードには新しい試作品は登場していないが、ルーファスが試作品607号に類似していたため、勘違いしたジャンバとプリークリーにルーファスが追いかけられる場面が見られた。ロンもそれを止める為にとにかく引き止めていた。
ちなみに、チーム・ポッシブルがカウアイ島に来たのはプリークリーが送信したメール「世界の危機」という言葉に反応したため。

## 備考
- テレビ用30分アニメ版と、2回のスペシャル版が放送されている。スペシャル版は通常放送3回に分けて放送される。
- 2006年～2007年のTOKYO MXの放映は、上述のディズニータイムの前半半年のノーカット分がそのまま繰り返し放映された。後半の短縮版は、テレビ東京での本放映時のディズニー関連の情報が含まれているため、放映できなかった。
- 鋼の錬金術師の監督である水島精二は過去にこの作品を推薦したことがあり、「とてもキャラクターデザインが優れている」などとインタビューしていたことがある[14]。